# ジョー・ハーン
ジョセフ・“ジョー”・ハーン（Joseph "Joe" Hahn、1977年3月15日 - ）は、韓国系アメリカ人二世のDJ、アメリカ合衆国のロックバンド、リンキン・パークのメンバー。テキサス州ダラス生まれ、カリフォルニア州グレンデール育ち。ニックネームは、ミスター・ハーン（Mr. Hahn）。

## バイオグラフィー
1995年にハーバート・フーヴァー高校を卒業する。
カリフォルニア州パサデナのアートセンター・カレッジ・オブ・デザインに通っていたが、学費が高く払いきれなかったため中退している。この大学は、マイク・シノダと初めて出会い、Xeroというバンドで活動し、後のリンキンパーク結成のきっかけとなった場所でもある。
2002年に、韓国系アメリカ人初のグラミー賞（Best Hard Rock Performance）を受賞した。
2005年2月15日に、カレン・ベネディット（Karen Benedit）という女性と結婚する。
2009年に、妻のカレン・ベネディットと離婚する。
2010年には、テレビ・ゲームのメダル・オブ・オナーのメイン・テーマソングに自身が手掛けた"The Catalyst"が使用された
2011年11月に、フォーミュラ1に出場する小林可夢偉のヘルメットのデザインを手掛けた。
2012年10月に、2010年より付き合っていたヘイディ・ウォーン（Heidi Woan）と結婚。

## 人物
- 両親共に韓国人で、親戚が韓国にいるそうだが、韓国語は話せない。
- 姉が2人いる[10]。
- 映像作家としても腕を振るい、リンキン・パークのほとんどのミュージック・ビデオを監督しており、また映画作品もこれまで2本制作している。また、マイクとともに、いくつかのアルバムのアートワークも手掛けている。
- 日本の玩具、特にガンプラが好きで、「Somewhere I Belong」のミュージック・ビデオの中でガンプラを登場させている。

## フィルモグラフィ

### 映画
- 『ザ・シード』（2005年）- ディレクターとして
- 『モール』（2014年）- ディレクターとして